# 베토벤 영화
작곡가 루트비히 판 베토벤은 여러 전기 영화의 주제였다.

## 영화 목록
- 그의 마음의 순교자(Der Märtyrer seines Herzens, 영어 제목: Martyr of His Heart)는 1918년 에밀 유스티츠가 감독하고 프리츠 코트너가 베토벤 역으로 주연을 한 오스트리아 무성 영화 시대극이다.[1]
- 베토벤의 일생(Das Leben des Beethoven, 영어 제목: The Life of Beethoven)은 1927년 한스 오토 로웬스타인이 감독하고 프리츠 코트너가 베토벤 역으로 주연을 한 오스트리아 무성 드라마 영화이다.[2]
- 베토벤의 위대한 사랑(Un grand amour de Beethoven, 영어 제목: The Life and Loves of Beethoven)은 1937년 아벨 강스가 감독하고, 아리 보르가 베토벤 역으로 주연을 한 프랑스 영화이다.
- 알베르트 바서만은 1941년 미국의 시대극 대각성(The Great Awakening)에서 베토벤 역을 연기했다.
- 스티븐 게레이는 1943년 미국의 단편 판타지 영화 천상의 음악(Heavenly Music)에서 베토벤 역을 연기했다.
- 에로이카(Eroica)는 베토벤(에발트 발저 분)의 일생과 음악을 그린 1949년 오스트리아 영화이다. 1949년 칸 영화제에 출품되었다. 이 영화는 발터 쾰름-벨테가 감독하고, 발터 쾰름-벨테와 함께 귀도 바기에가 제작했으며, 발터 쾰름-벨테와 함께 프란츠 타이시가 각본을 맡았다.[3]
- 루트비히 판 베토벤(Ludwig van Beethoven)은 동독의 막스 잡이 감독한 1954년 다큐멘터리로 베토벤의 일생을 다룬 작품이다. 원본 문서와 편지, 사진들이 베토벤의 음악 작품 중 하이라이트와 결합되어 있다.[4]
- 에리히 폰 슈트로하임은 1955년 프랑스 영화 나폴레옹에서 베토벤을 연기했다.
- 1962년 월트 디즈니는 베토벤 역으로 칼하인즈 봄이 주연을 맡은 참으로 아름다운 반항아(The Magnificent Rebel)라는 제목이 붙여진, 다소 허구화 된 베토벤의 일생을 텔레비전 영화로 제작했다. 그리고 이것은 월트 디즈니 선집 TV 시리즈에서 2부작으로 방영되었으며 유럽의 극장에서 개봉되었다.[5] 아름다운 빈 안밖의 모습을 볼 수 있고 베토벤의 불멸의 음악으로 가득찬 이 영화는 매력적인 역사 드라마였다. 이 이야기의 시놉시스는 다음과 같다: 200년 이상 음악의 가장 재능있는 천재 중 한명으로 군림한 베토벤은 그의 경력 과정에서 빈의 귀족, 그리고 그의 재능에 대한 제약과 도전에 반항했다. 그가 성공한 만큼 그의 비극적인 청력 상실은 그의 경력을 파괴하고 그 자신을 파괴할 위험이 있었다. 그가 침묵의 세계로 물러났을 때, 그는 음악의 흐름을 영원히 바꾸는 데 도움을 주는 맹인 소년을 만나게 된다.
- 작곡가이자 영화감독인 마우리치오 카겔은 1970년 베토벤 탄생 200주년을 위한 독일 방송국 서부독일방송의 작업 의뢰를 받아들여 1969년 루트비히 판(Ludwig van: ein Bericht, 영어제목: Ludwig van: A report)을 만들었다. 영화는 두 부분으로 구성된다. 첫 번째 부분은 자신의 출생지인 베토벤하우스를 방문하는 것을 포함하여, 1960년대 후반의 본을 산책하는 베토벤의 관점에서 촬영되었다. 두 번째 부분은 베토벤에 대한 현대적 인식에 초점을 맞춘 여러 장면을 포함한다. 이 영화의 공개된 악보는 카겔이 영화에서 베토벤하우스를 장식하는 데 사용되었던 베토벤 작품의 무작위 페이지로부터 직접 구성한 것으로, 악보의 연주 지침은 연주자들에게 그것을 해석하는 데 많은 여유를 주어, 어떤 순서로든 페이지를 따라갈 수 있고 생략할 수 있으며, 이미 악보에 포함되지 않은 베토벤 음악을 포함할 수 있는 자유를 부여한다. 사실, 카겔의 영화 악보의 녹음은 현재의 출판된 버전에 없는 베토벤의 작품들의 추출물을 바탕으로 한 것이다. 이 영화는 당시 논쟁의 여지가 있었으며 서독과 동독에서 전반적으로 적대적인 비판을 받았다.[6]
- 베토벤 – 일생의 날들(Beethoven - Tage aus einem Leben, 영어 제목: Beethoven - Days in a Life)는 1976년 호르스트 제만 감독이 연출하고 장편 영화를 위한 구 동독 DEFA 스튜디오에서 제작한 장편 영화이다. 베토벤은 도나타스 바니오니스에 의해 묘사된다. 이 영화는 1813년에서 1819년까지 빈에서의 베토벤의 삶을 다루고 있다.[7]
- 베토벤의 조카(Le Neveu de Beethoven)는 1985년 폴 모리세이가 감독한 프랑스와 독일의 합작 영화이다. 볼프강 라히만이 베토벤 역으로 캐스팅 되었고, 디트마어 프린츠가 카를 역을, 제인 버킨이 카를의 어머니 요한나 역을 맡았다. 어려운 성격의 남자 루트비히 판 베토벤이 조카 카를의 가정교사가 되고, 그를 돕고 돌보며 그의 첫 낭만적인 경험에 개입한다.
- 베토벤은 스티븐 헤렉이 감독한 1989년 미국 공상 과학 코미디 영화 엑설런트 어드벤쳐에서 시간 여행 주인공들의 학교 역사 수업 과제의 수행을 위해 납치된 역사적 인물 중 한 명으로서 클리포드 데이비드에 의해 묘사되었다. 그들이 그의 이름을 "Beeth-Oven"이라고 얼토당토않게 발음하는 것은 되풀이하여 발생하는 희극적 고안이다.
- 닐 먼로는 1992년 캐나다 텔레비전 영화 베토벤이 위층에 산다(Beethoven Lives Upstairs)에서 베토벤 역을 연기했다. 이것으로 닐 먼로는 우수 아동 프로그램 부문 프라임타임 에미상을 수상했다.[8] 이 영화는 크리스토프(일리야 월로쉰 분)라는 이름을 가진 한 소년이 루트비히 판 베토벤과 그의 마지막 해에 친분을 형성하는 것을 보여준다.
- 게리 올드만은 버나드 로즈가 감독하고 각본을 맡은 1994년 미국과 영국의 공동 합작 영화 불멸의 연인(Immortal Beloved)에서 베토벤 역을 연기했다. 이 이야기는 베토벤의 비서이자 첫 전기 작가인 안톤 쉰들러(예룬 크라베 분)가, 사망한 작곡가의 개인 서류에서 발견한 세 개의 편지를 발견하고, 그것들에서 언급된 "Unsterbliche Geliebte"(불멸의 연인)의 진정한 정체를 확인하려고 시도하면서 베토벤의 이야기를 따라간다.[9]
- 2003년 텔레비전 용으로 제작된 BBC/예술 영화 작품 에로이카(Eroica)는 로브코비츠 공작의 궁전에서 에로이카 교향곡의 1804년 첫 연주회를 극화했다. 이언 하트가 베토벤 역으로 캐스팅 되었고, 잭 대븐포트가 로브코비츠 왕자를 연기했으며, 존 엘리엇 가디너가 지휘하는 혁명과 낭만 오케스트라가 이 영화 동안 교향곡 전체를 연주했다.[10]
- 2005년 BBC 미니시리즈 3부작 베토벤(Beethoven)에서 폴 라이스는 베토벤 역으로 주연을 했다.[11]
- 아그니에슈카 홀란트가 감독하고 에드 해리스가 베토벤 역으로 주연을 한 미국 영화 카핑 베토벤(Copying Beethoven)은 2006년에 개봉되었다. 이 영화는 베토벤의 교향곡 9번의 제작에 대한 가상의 이야기이다.[12]
- 베토벤을 찾아서(In Search Of Beethoven)는 영국 출신의 필 그랍스키가 감독한 2009년 다큐멘터리이다. 베토벤의 증가하는 청각 장애와 기타 건강 문제, 그리고 여성과의 교제 등 그의 실망스러운 일생에 대하여 다루고 있다.
- 2020년 독일 전기 영화 베토벤(Louis van Beethoven)에서는 성인 베토벤 역의 토비아스 모레티를 포함해 평생의 베토벤을 연기하는 3명의 배우가 나온다.[13]